# Dureen
Dureen is de triviale naam van de aromatische koolwaterstof 1,2,4,5-tetramethylbenzeen. Het is een witte kristallijne vaste stof, die zeer slecht oplosbaar is in water. Het is een isomeer van isodureen (1,2,3,5-tetramethylbenzeen) en prehniteen (1,2,3,4-tetramethylbenzeen), die beide een vloeistof zijn in standaardomstandigheden. Het symmetrische dureen is de belangrijkste van de drie isomeren. De kookpunten van deze isomeren verschillen weinig, maar de smeltpunten liggen ver genoeg uiteen zodat de scheiding het beste gebeurt door afkoeling en kristallisatie.

## Synthese
Dureen komt voor in destillatiefracties afkomstig van katalytisch gekraakte nafta. Het kan daaruit afgescheiden worden. Het kan ook bereid worden door de doorgedreven methylering van xyleen, in aanwezigheid van een gepaste katalysator. De methylering kan gebeuren met methanol of dimethylether.

## Toepassingen
Dureen wordt gebruikt als oplosmiddel. Het is ook een grondstof voor pyromellietzuur en pyromellietzuurdianhydride, dat gebruikt wordt voor de productie van bepaalde kunststoffen, in het bijzonder polyimides.